# Илия Янулов
Илия Димитров Янулов (26 декември 1880, Търново - 27 октомври 1962) е български социолог, икономист, юрист, член-кореспондент на БАН (1937), професор (1940).
Завършва правни и държавни науки в СУ „Климент Охридски“. Депутат в XVII обикновено народно събрание през 1919 г. Преподавал е трудово право през 30-те години в УНСС . Член на БКП от 1947 г. Директор на първия български Институт по социология към БАН. Женен е за Бонка Гешева, сестра на Никола Гешев.
Провежда първите конкретно-социологически изследвания в България чрез анкетния метод.

## Трудове
- „Социална политика в чужбина и България“ (1924)
- „Социално законодателство в България“ (1938)
- „Трудово право и социално законодателство“ (1946)
- „Икономически основи на Кодекса на труда и неговото въздействие върху социалното изграждане у нас“ (1956) и др.